# Jürgen Pastewsky
Jürgen Pastewsky (* 24. Dezember 1961 in Salzgitter) ist ein deutscher Politiker (AfD). Seit 2022 ist er Abgeordneter des Niedersächsischen Landtags.

## Leben
Pastewsky legte 1981 das Abitur am Gymnasium am Fredenberg in seiner Geburtsstadt Salzgitter ab. Anschließend ging er zur Bundeswehr, wo er bis 1992 als Offizier diente. Parallel dazu studierte er von 1982 bis 1985 Wirtschaftswissenschaft und Organisationswissenschaft an der Hochschule der Bundeswehr Hamburg. Er schloss das Studium als Diplom-Kaufmann ab. Von 1992 bis 1996 war er als leitender Angestellter in der Immobilienbranche tätig. Seit 1997 ist er mit einer Bauträger- und Hausverwaltungsgesellschaft selbstständig. Von 2003 bis 2008 betrieb er zusätzlich ein Einzelhandelsgeschäft in Kissenbrück. Seit 2009 ist er Inhaber eines Malerbetriebs.
Pastewsky ist verheiratet, hat eine Tochter und lebt in Kissenbrück.

## Politik
Pastewsky ist seit 2013 Mitglied der AfD. Seit 2015 ist er Mitglied des Rats der Samtgemeinde Elm-Asse und Vorsitzender der dortigen AfD-Fraktion. Seit 2016 ist er zudem Mitglied des Kreistags des Landkreises Wolfenbüttel und Vorsitzender der dortigen AfD-Fraktion.
Pastewsky kandidierte bei der Landtagswahl in Niedersachsen 2017 und bei der Landtagswahl in Niedersachsen 2022 im Wahlkreis Wolfenbüttel-Süd/Salzgitter. Bei der Landtagswahl 2017 verfehlte er den Einzug in den Landtag. Bei der Landtagswahl 2022 zog er über Platz 18 der AfD-Landesliste in den Landtag ein.